# Franciszka Themerson
Franciszka Themerson (n. 28 iunie 1907, Varșovia, Imperiul Rus – d. 29 iunie 1988, Londra, Anglia, Regatul Unit) a fost o artistă vizuală poloneză, soția lui Stefan Themerson.

## Biografie
A fost fiica pictorului Jakub Weinles și a pianistei Łucja Kaufman. A învățat la Academia de Muzică din Varșovia și Academia de Arte Frumoase din Varșovia. În 1931 s-a căsătorit cu Stefan Themerson, scriitor și filosof. Alături de soțul ei, a regizat filme experimentale și a creat Cooperativa Autorilor de Film; a fost redactor artistic al revistei „f.a.” (film artistic). A ilustrat cărțile soțului său, ale lui Jan Brzechwa,  Anna Świrszczyńska  și revistele „Płomyk” („Licărirea”) și „Wiadomości Literackie” („Știrile Literare”). În 1937 a plecat împreună cu soțul ei în Franța. Din 1940 trăia permanent în Anglia; soțul ei i s-a alăturat doi ani mai târziu.
Soții Themerson au continuat colaborarea artistică în Londra; Franciszka Themerson conducea partea artistică a editurei de familie Gaberocchus Press și ilustra cărțile care apăreau în editură. De asemenea crea desene, picturi și proiecta costume și scenografii de teatru. Preda arte plastice la câteva universități. A avut multe expoziții individuale, printre altele în Zachęta din Varșovia în 1964.